# Różanka (Neder-Silezië)
Różanka (Duits: Rosenthal) is een dorp in de Poolse woiwodschap Neder-Silezië. De plaats maakt deel uit van de gemeente Międzylesie.